# Gare de Beira
La gare de Beira est une gare ferroviaire, située dans la ville de Beira, au Mozambique. Les trains du chemin de fer Sena y passent aussi. C'est actuellement le siège opérationnel de la section centre de Portos e Caminhos de Ferro de Moçambique.

## Situation ferroviaire
La gare est reliée au port de Beira et est le terminus du Chemin de fer Beira-Bulawayo.

## Histoire
Un projet de gare est élaboré entre 1930 et 1938, il n'est pas allé au-delà des fondations en raison de difficultés financières.
La gare de Beira, d'architecture moderniste, est mise en service le 1er octobre 1966. Le plan général de la gare est divisé en trois zones fonctionnelles comportant trois volumes distincts, dont chacun a été confié à un architecte portugais : João Garizo do Carmo a conçu l'atrium, Francisco José de Castro les terminaux ferroviaires, sous la direction de Paulo de Melo Sampaio chargé de l'immeuble de bureaux et de la coordination des travaux. Le projet structurel a été réalisé par l'ingénieur Marcelo Moreno Ferreira.